# Gli scomparsi di Saint Agil
Gli scomparsi di Saint Agil (Les disparus de St. Agil) è un film del 1938 diretto da Christian-Jaque.
Di produzione francese, il film si basa su un romanzo di Pierre Véry.